# Horní Loučky
Horní Loučky település Csehországban, a Brno-vidéki járásban. Horní Loučky Skryje, Újezd u Tišnova, Tišnovská Nová Ves, Dolní Loučky, Kaly és Pernštejnské Jestřabí településekkel határos. Lakosainak száma 314 fő (2024. január 1.).

## Népesség
A település lakosságának változását az alábbi diagram mutatja:
| Lakosok száma | 280  | 321  | 334  | 361  | 306  | 290  | 301  | 319  | 314  | 314  |
|               | 1869 | 1890 | 1921 | 1950 | 1980 | 2001 | 2017 | 2019 | 2022 | 2024 |